# Хузестанска хроника
Хроника Хузестана (такође написана Хузистан) анонимна је Несторијанска хришћанска хроника из 7. века. Написана је у Сирији, обухвата период од владавине сасанидског владара Хормизда IV (в. 579–590) до средине 7. века, током раних муслиманских освајања. Хронику је открио италијански оријенталиста Игнацио Гуиди (1844–1935), отуда је позната и као Гуидијева хроника или Гуидијева Анонимус. Неки сматрају да је то део изгубљене историје који је написао Елиас из Мерва.